# Prozessionsaltar (Frankenbrunn, Schloßgarten 2)

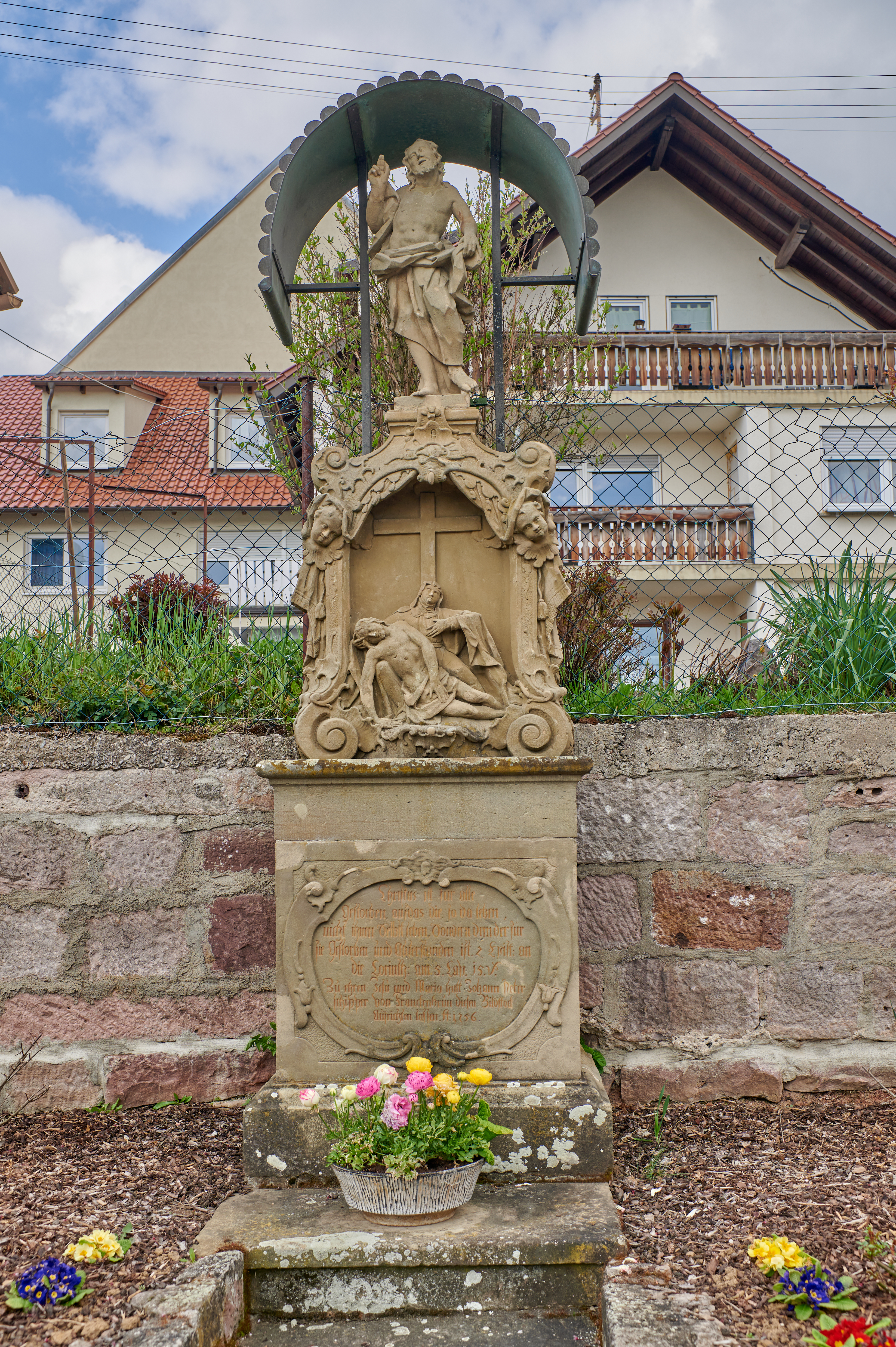
Prozessionsaltar in Frankenbrunn, Schloßgarten 2

Der Prozessionsaltar im Schloßgarten 2 befindet sich in Frankenbrunn, einem Gemeindeteil des Marktes Oberthulba im unterfränkischen Landkreis Bad Kissingen in Bayern.
Er gehört zu den Baudenkmälern in Oberthulba und ist unter der Nummer D-6-72-139-16 in der Bayerischen Denkmalliste registriert.

## Beschreibung
Der 280 cm hohe Prozessionsaltar besteht aus gelbem Sandstein und entstand im Jahr 1756.
Der Sockel hat die Abmessungen 86 cm × 82 cm × 68 cm. Der Baldachin hat die Maße 120 cm × 82 cm × 25 cm.
Das Relief zeigt vor dem leeren Kreuz ein Pietàbildnis. An den trappierten Ecken des Baldachins befinden sich oben zwei Engelsköpfe und unten zwei Voluten. Die 90 cm hohe Bekrönungsfigur stellt den auferstandenen Christus dar.
Auf der Schauseite des Sockels ist ein verziertes Medaillon mit folgender Inschrift zu sehen:

„CHRISTUS IST FÜR ALLE

GESTORBEN, AUF DAS DIE, SO DA LEBEN

NICHT IHNEN SELBST LEBEN, SONDERN DEM DER FÜR

SIE GESTORBEN UND AUFERSTANDEN IST. 2. EPIST. AN

DIE CORINTH. IM 5. CAP. 15. V.

ZU EHREN JESU UND MARIA HATT JOHANN PETER

SCHIPPEER VON FRANCKENBRUNN DIESEN BILDSTOCK

AUFRICHTEN LASSEN. A. 1756“

Der Prozessionsaltar kommt als Station bei Fronleichnamsprozessionen zum Einsatz.